# 佐藤まどか (ヴァイオリニスト)
佐藤まどか（さとう まどか）は、日本のヴァイオリン奏者。
北海道旭川市生まれ。東京藝術大学音楽学部附属音楽高等学校、東京芸術大学音楽学部、同大学院修士課程を経て、博士後期課程修了。博士（音楽）。井上需、澤和樹、沼田園子、カトーナ、浦川宜也、ゲルハルト・ボッセ、宗倫匡に師事。シベリウス研究と作品紹介・未発表作品の初演を積み重ねる。ソロや室内楽などの演奏活動を行う。日本シベリウス協会理事。上野学園大学講師。2012年、北海道文化賞奨励賞受賞。

## コンクール歴
- 1992年　第44回プラハの春国際音楽コンクール・ヴァイオリン部門で特別賞。
- 1993年　第5回ヴァクラフ・フムル国際ヴァイオリン・コンクールで1位なしの第2位。
- 1994年　第13回ロドルフォ・リピツァー賞国際ヴァイオリン・コンクールで1位なしの第4位。
- 1995年　第7回シベリウス国際ヴァイオリン・コンクールで第3位。